# 샤크 처트니

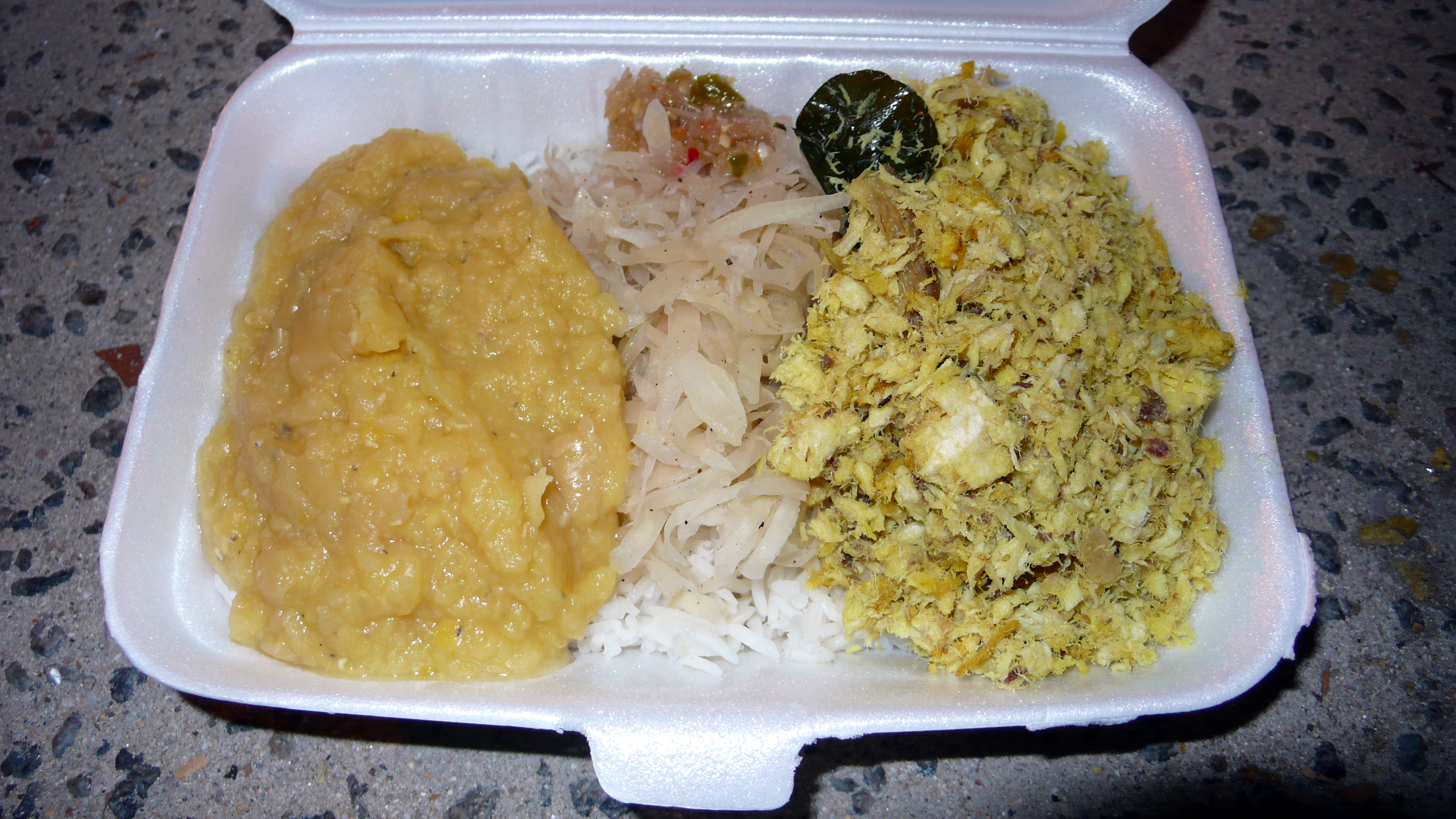
샤크 처트니

샤크 처트니(영어: shark chutney)는 세이셸의 음식이다. 영어 "샤크(shark)"는 "상어"를, "처트니(chutney)"는 남아시아 음식인 "차트니"를 뜻하는 말이다. 그것은 일반적으로 2파운드의 삶은 껍질을 벗긴 상어로 잘게 으깬다음 압착된 빌림비 주스와 라임으로 요리한다. 양파, 후추, 소금 및 쿠르쿠마 롱가와 혼합된다. 양파는 기름에 튀겨서 익힌다. 